# Patamona
 (mai 2015).
Si vous disposez d'ouvrages ou d'articles de référence ou si vous connaissez des sites web de qualité traitant du thème abordé ici, merci de compléter l'article en donnant les références utiles à sa vérifiabilité et en les liant à la section « Notes et références ».
Les Patamona sont le deuxième sous-groupe en importance de l’ethnie Kapon, réparti sur les territoires du Brésil, de Guyana (principalement) et du Venezuela et vivant autour du Mont Roraima.